# Grgur Kapadocijski
Grgur Kapadocijski je služio kao patrijarh u Aleksandriji u vremenu, pozivajući se na Koptski sinaksarion: između 340. i 349. AD, (prema drugim izvorima između 339. – 345. AD, a prema inim između 339. i 346. AD). Imenovanje je nastalo zbog političkog pritiska na cara Konstancija II. Izvjesno je da je iza toga pritiska, kao vodeća figura, stajao biskup Eusebije Nikomedijski, koji je bio jedan od jakih protivnika patrijarha Atanazija I. i gorljivi pristalica arijanizma od samoga početka.

## Kontroverza
Grgur Kapadocijski je bio izabran za patrijarha Aleksandrije za vrijeme drugog izgnanstva patrijarha Atanazija I. iz Aleksandrije. 
Većina u istočnoj pravoslavnoj crkvi Aleksandrije i Koptskoj crkvi ne priznaje njegovo papinstvo tvrdeći da je Atanazije bio legitimni patrijarh, a da je Grgur bio uzurpator aleksandrijskog Trona sv. Marka. Grgur je bio arijanac, dobar govornik, a bio je i bliski prijatelj rimskoga cara Konstancija II., i sve to je bilo razlogom zašto je bio izabran za aleksandrijskog patrijarha. Njegovi arijanski stavovi nisu bili favorizirani u Egiptu u to vrijeme i, sve do danas kršćani vjeruju da su njegovi stavovi bili heretički.

### Drugo izgnanstvo Atanazija I.
Arijanci su 340. godine sazvali sabor na kojemu su po drugi put izopćili Atanazija. Na njegovo mjesto su izabrali nekoga tko se zvao Grgur iz Kapadocije, a tom prilikom su izvijestili rimskog biskupa, papu Julija I., o njihovoj odluci i izboru novog pape. Papa Atanazije je iste godine okupio vijeće u Aleksandriji gdje je protestirao protiv arianaca, a potom napisao pismo svim crkvama da proglasi svoju nevinost.Međutim, arijanci su utjecali na Filogorija i cara Konstancija II. kako bi im pomogli u postavljanju novoimenovanog patrijarha Grgura da preuzme crkvu Aleksandrije. Ljudi iz Aleksandrije su bili zgroženi najnoviji događanjima i odlučili su se oduprijeti, međutim, arijanci su napali crkve u Aleksandriji na Veliki petak, pri čemu su silovali i masakrirali mnoge vjernike.

### Koncil u Sardiki
Papa Atanazije je tražio pomoć od svih crkava na svijetu, a onda napustio svoju katedru i otputovao u Rim, gdje je od pape Julija I. zatražio pomoć. Koncil je sazvan u Sardiki (današnja Sofija, Bugarska), gdje su proglasili:
1. nevinost pape Atanazija,
2. potvrdili su kanone i simbol Vjere sabora iz Niceje,
3. ekskomunicirali su arijanske biskupe i
4. odbacili Grgurovo imenovanje na položaj patrijarha Aleksandrije.

Nakon toga su delegirali dvojicu biskupa da odu caru Konstansi I., vladaru Italije, i izvjeste ga o odlukama koncila. On se složio sa svim odlukama i zaprijetio svome bratu caru Konstanciju II. ratom ako ne vrati Atanazija u Aleksandriju. Istodobno su se pojavili neki egipatski radikali koji su se pobunili i ubili Grgura 349. AD.

Atanazije se po drugi put vratio na tron sv. Marka, a vjernici Aleksandrije su ga primili s oduševljenjem. Grgur Teolog, pisac liturgije, opisao je ovaj prijem govoreći: "Ljudi su došli poput poplave Nila"!

## Ostavština
Pošto je Grgur bio arijanac, sljedbenici nicejskog Vjerovanja ga nisu prihvatili te ga, stoga, koptski pravoslavci te istočne pravoslavne i katoličke Crkve izostavljaju prilikom numeracije u svojim popisima papa Aleksandrije.

## Vanjske poveznice
- Grgur Kapadocijski  Arhivirana inačica izvorne stranice od 20. ožujka 2018. (Wayback Machine)
- Grgur Kapadocijski
- Atanazije Aleksandrijski
- Drugo izgnanstvo sv. Atanazija
- Sinaksarion biskupa Suriela  Arhivirana inačica izvorne stranice od 21. ožujka 2018. (Wayback Machine)
- Atanazije I. Aleksandrijski
- Sinaksarion koptske Crkve
- Khaled Gamelyan: The Coptic Encyclopedia,opensource

| Koptske pape Aleksandrije           | Koptske pape Aleksandrije                         | Koptske pape Aleksandrije           |
| ----------------------------------- | ------------------------------------------------- | ----------------------------------- |
| prethodnik Atanazije Aleksandrijski | Aleksandrijske pape 340. - 349. (328. - 373.) AD. | nasljednik Atanazije Aleksandrijski |